# Ercole Chiolerio
Ercole Chiolerio (Torino, 23 marzo 1928 – Albugnano, 3 marzo 1945) è stato un partigiano italiano, medaglia d'oro al valor militare.

## Biografia
Nonostante accudisse i genitori che erano entrambi ciechi, organizzò a Torino, occupata dai tedeschi, un gruppo di giovani antifascisti che, dopo qualche mese di attività clandestina, dovette lasciare la città e riparare in montagna. Anche con quei ragazzini, nel luglio del 1944, fu costituito il "distaccamento Barca" della 19ª Brigata Giambone della IV Divisione Garibaldi operante nell'Astigiano.
Ercole Chiolerio, che del "Barca" fu anche comandante, si distinse in numerose azioni contro gli occupanti ed i fascisti. Tra il febbraio e il marzo del 1945 tedeschi e fascisti organizzarono un pesante rastrellamento nella zona presidiata dalla 19ª e fu ad Albugnano che, il 3 marzo, avvenne un furioso combattimento tra le truppe nazifasciste ed i partigiani della Garibaldi che tentavano di sganciarsi. Come si legge nella motivazione della Medaglia d'Oro, Chiolerio si portò con una mitragliatrice in una posizione dalla quale avrebbe potuto meglio fermare il nemico e coprire il ripiegamento della propria formazione. Ad un certo punto gli fu ordinato di ritirarsi da quel posto ormai troppo esposto, ma il giovanissimo partigiano continuò a sparare contro i nemici avanzanti. Gravemente ferito, continuò a usare la mitragliatrice fino a che non fu colpito a morte.